# Eddie Griffin (koszykarz)
Eddie Jamaal Griffin (ur. 30 maja 1982 w Filadelfii, zm. 17 sierpnia 2007) – amerykański koszykarz, grający w lidze NBA, na pozycjach skrzydłowego oraz środkowego.
W 2000 wystąpił w meczu gwiazd amerykańskich szkół średnich – McDonald’s All-American.
Karierę zaczynał w barwach Houston Rockets, gdzie trafił w wyniku wymiany z New Jersey Nets. Jako gracz uczelnianej drużyny Seton Hall Pirates notował średnio 17,8 punktu, 10,7 zbiórek i 4,4 bloku na mecz. Po opuszczeniu uczelni wziął udział w drafcie NBA 2001, w którym został wybrany z numerem 7.
W trakcie jego kariery w NBA pojawiły się problemy z alkoholem. Po zwolnieniu przez Houston Rockets podpisał kontrakt z New Jersey Nets, dla których nie zagrał ani razu, gdyż przebywał w klinice odwykowej przez cały sezon. Przed sezonem 2004-2005 podpisał kontrakt z Minnesota Timberwolves. Po powrocie z odwyku Wilki postanowiły przedłużyć z nim kontrakt.
W sezonie 2005/06 ustanowił swój rekord kariery w blokach, notując 2,11 bloku na mecz. W marcu 2007 Minnesota Timberwolves zwolnili Griffina, uzasadniając to problemami pozasportowymi koszykarza.
17 sierpnia 2007 Eddie Griffin, przygotowujący się do gry w Europie, ulega wypadkowi. Jego samochód został staranowany przez pociąg, a Griffin zginął na miejscu. Identyfikacja ciała koszykarza trwała długo, ponieważ zostało ono całkowicie spalone.
29 sierpnia 2007 odbył się jego pogrzeb, na którym obecni byli między innymi Kevin Garnett oraz Troy Hudson.
Eddie Griffin osierocił 3-letnią córkę Amaree.

## Osiągnięcia
NCAA
- Najlepszy pierwszoroczny zawodnik:
  - NCAA (2001 według USBWA)[2]
    - konferencji American Athletic (2001)[2]
- Wybrany do[2]:
  - I składu:
    - turnieju AAC (2001)
    - najlepszych pierwszorocznych zawodników AAC (2001)

  - II składu AAC (2001)

NBA
- Wybrany do II składu najlepszych debiutantów NBA (2002)[2]

Reprezentacja
- Brązowy medalista turnieju Alberta Schweitzera (2000)
- MVP turnieju Alberta Schweitzera (2000)